# Kamae
Kamae [ka.mae] (jap.構え) ist ein Begriff, der in den japanischen Kampfsportarten (Budō) die Grundhaltung oder Ausgangsstellung des Kämpfers bezeichnet. Die Kamae setzt sich aus der äußeren und der inneren Haltung zusammen.  Die Kamae sind dabei auf die Eigenarten der jeweiligen Kampfsportart angepasst. Oft gilt aber, dass man in dieser Haltung auf einen Angriff reagieren kann, aber auch aus dieser Haltung angreifen kann.

## Kamae in den Budoarten

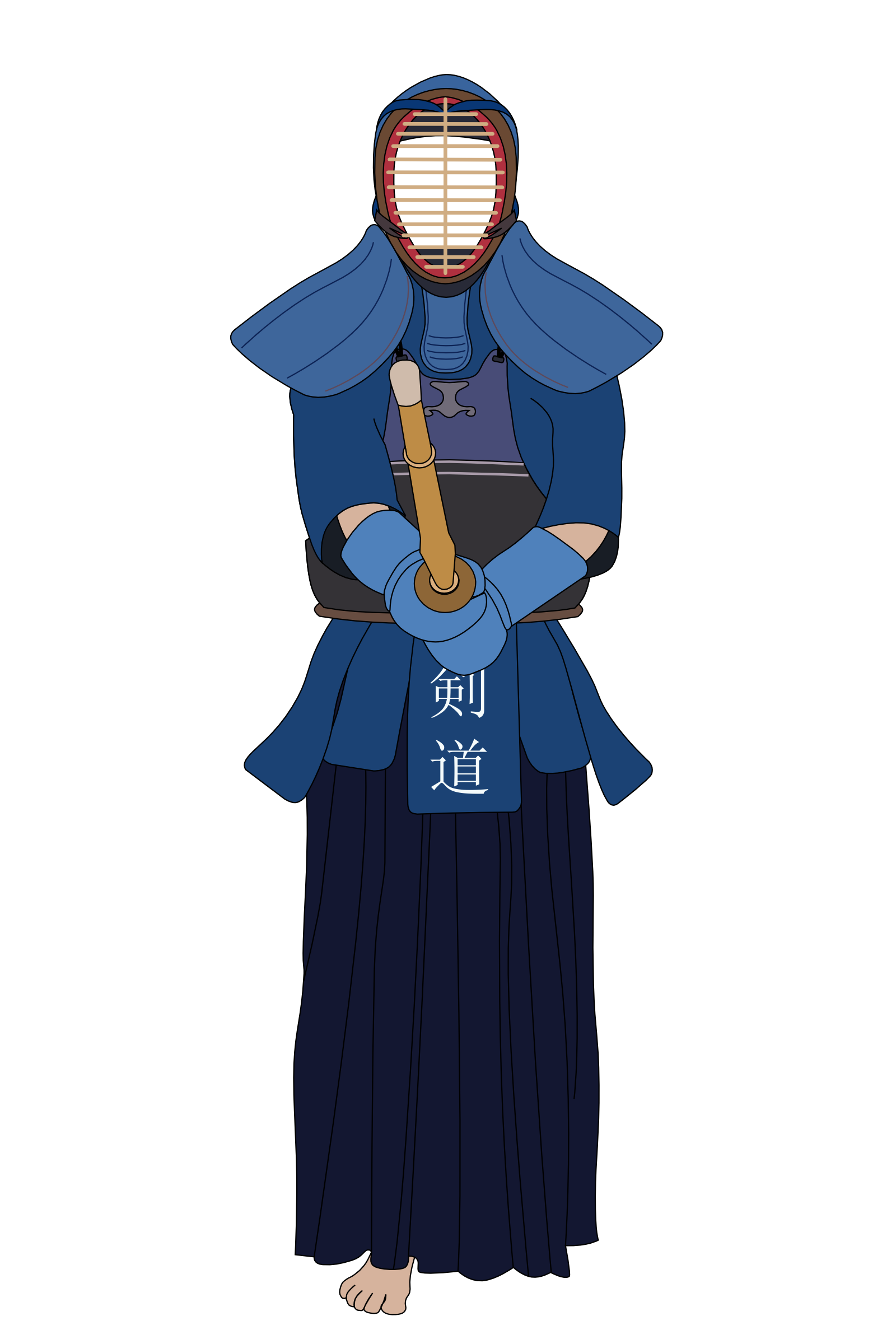
Kendoka in Chudan-no-Kamae

### Kendo
Im japanischen Fechten gibt es:

#### Chudan-no-Kamae
Die mittlere Grundstellung ist die Standardstellung im Kendo. Dabei stehen beide Füße parallel und zeigen zum Gegner, der linke Fuß steht leicht zurück. Der große Zeh des linken Fußes steht etwa auf Höhe der Ferse des rechten Fußes. Beide Füße stehen dabei etwa einen Fuß breit auseinander. Die Spitze des Schwertes zeigt auf die Kehle des Gegners. Die linke Hand hält das Schwert knapp unterhalb des Bauchnabels. Chudan-no-Kamae ist im Kendo die häufigste Kamae-Form.
Als Variante findet noch Seigan-no-kamae Anwendung. Dabei zeigt die Schwertspitze leicht nach rechts und wird ein wenig angehoben, sie zeigt dadurch auf den linken Unterarm (Kote) des Gegners (in Jodan-no-Kamae). Diese Variante findet in der fünften Nihon-Kendō-Kata Anwendung.

#### Jodan-no-Kamae
Die obere Grundstellung ist eine offensive Haltung, bei der das Shinai über den Kopf gehalten wird. Es gibt zwei verschiedene Varianten:
Migi Jodan-no-Kamae, dabei steht der Kendoka gerade zum Gegner, wie auch in Chudan-no-Kamae. Das Shinai wird dabei vor dem Kopf gehalten, die linke Hand eine Faustbreit von der Stirn entfernt, so dass der Kämpfer unter seiner Hand den Gegner sehen kann
Hidari Jodan-no-Kamae, dabei steht der Kendoka mit dem linken Fuß nach vorne, der Körper ist leicht nach rechts gedreht. Das Schwert ist ebenfalls leicht nach rechts gedreht.
Beide Jodan-Formen finden in der ersten Nihon-Kendō-Kata Anwendung.
Kämpfer die beim Shiai (Wettkampf) vornehmlich einhändig (katate) aus der Hidari Jodan-no-Kamae schlagen werden als Jodan-Kämpfer bezeichnet und nehmen im Kendo wie der Nito-Kämpfer (mit zwei Schwertern) eine spezielle Stellung ein, auf die sich normale Chudan-Kendoka einstellen müssen (z. B. durch verändertes kamae Seigan Jodan-no-Kamae. Das Shinai ist dabei etwas höher als im Chudan und die Shinai-Spitze visiert die erhobene vordere kote des Jodan-Kämpfers an).
Selten gibt es auch Jodan-Kämpfer, die im normalen Kendostand stehen und von dort aus in Migi Jodan-no-Kamae, wechseln dabei aber die Hand, so dass die linke Hand plötzlich das Shinai vorne unter der Tsuba greift.

#### Gedan-no-Kamae
Die Spitze des Shinai wird auf Kniehöhe abgesenkt. Eine Stellung, die viele Kendoka im Wettkampf als unvorteilhaft empfinden, aber in der dritten Nihon-Kendō-Kata vorkommt. Von Vorteil kann diese Kamae sein, wenn man als Kendoka gegen einen Naginata-Kämpfer antritt, da dieser vornehmlich auf die Beine zielt. Im alten Kendostil waren solche Beinattacken ebenfalls noch erlaubt, das Gedan-no-kamae somit auch noch sinnvoll im Shiai.

#### Hasso-no-Kamae
Dieses Kamae ähnelt dem Hidari Jodan-no-Kamae, nur wird das Schwert dabei nicht über den Kopf, sondern rechts seitlich neben dem Kopf gehalten, das Stichblatt (Tsuba) befindet sich dabei in Höhe des Mundes.
Diese Kamae-Form findet in der vierten Nihon-Kendō-Kata Anwendung.

#### Waki-Gamae
Das Schwert wird unten, seitlich hinter den Körper versteckt, um den Gegner die Länge des Schwertes zu verheimlichen. Die Schwertspitze befindet sich dabei etwa in Kniehöhe.
Diese Kamae-Form findet in der vierten Nihon-Kendō-Kata Anwendung.

#### Kamae-o-Toku
Das "fallende" oder "gebrochene" Kamae ist keine Angriffs- oder Verteidigungshaltung im eigentlichen Sinn, sondern stellt eine Auflösung derselben dar, indem es keine offensiven oder defensiven Vorteile bietet. Es wird im Rahmen der Kata-Etikette verwendet und ähnelt dem Gedan-no-Kamae, wobei das Schwert aber seitlich gedreht wird.

#### Shizentai
Natürliches aufrechtes Stehen ohne gezogenes Schwert